# Mieczysław Czechowicz (wojskowy)
Mieczysław Czechowicz (ur. 1893 w Łozowie koło Tarnopola, zm. 29 października 1914) – polski wojskowy, żołnierz Legionów Polskich.

## Życiorys
W 1909 wstąpił do tajnej organizacji skautowskiej – Oddziału Ćwiczebnego im. Teofila Wiśniowskiego w Złoczowie. Rok później brał udział w kursie dla skautów we Lwowie, był też członkiem Towarzystwa „Sokół”. Od 1909 r. był członkiem skautowego Oddziału Ćwiczebnego im. Teofila Wiśniowskiego w Złoczowie oraz sekcyjnym w Polowych Drużynach Sokoła.
Krótko po wybuchu wojny poprowadził 39-osobowy pluton sokoli ze Złoczowa do Legionu Wschodniego. We wrześniu 1914 przydzielony został do 3 pułku piechoty Legionów Polskich. W randze chorążego piechoty (nadanie stopnia prawdopodobnie 12 października 1914) dowodził IV plutonem 14 kompanii tego pułku. Uczestniczył w walkach kampanii karpackiej jesienią 1914. Poległ 29 października 1914 jako dowódca patrolu na obrzeżu wsi Pniów, po zdradzie miejscowej ludności. Pochowany został w pobliskiej Nadwórnej, pośmiertnie odznaczono go Krzyżem Walecznych i Krzyżem Niepodległości.